# Gisclareny
Gisclareny ist ein Ort und eine Gemeinde (municipio) mit 30 Einwohnern (Stand: 2024) in der Comarca Berguedà in der Provinz Barcelona in der Autonomen Region Katalonien. 

## Lage
Gisclareny liegt etwa 100 Kilometer nordnordwestlich von Barcelona in einer Höhe von etwa 1340 m in den südlichen Ausläufern der Pyrenäen in der Comarca Berguedà im Norden Kataloniens.

## Bevölkerungsentwicklung
| Jahr      | 1960 | 1970 | 1981 | 1991 | 2001 | 2011 | 2021 |
| Einwohner | 109  | 54   | 21   | 32   | 28   | 32   | 27   |

## Sehenswürdigkeiten
- Martinskirche in Gisclareny
- Michaeliskirche
- Marienkirche
- Romanuskapelle
- Magdalenenkapelle

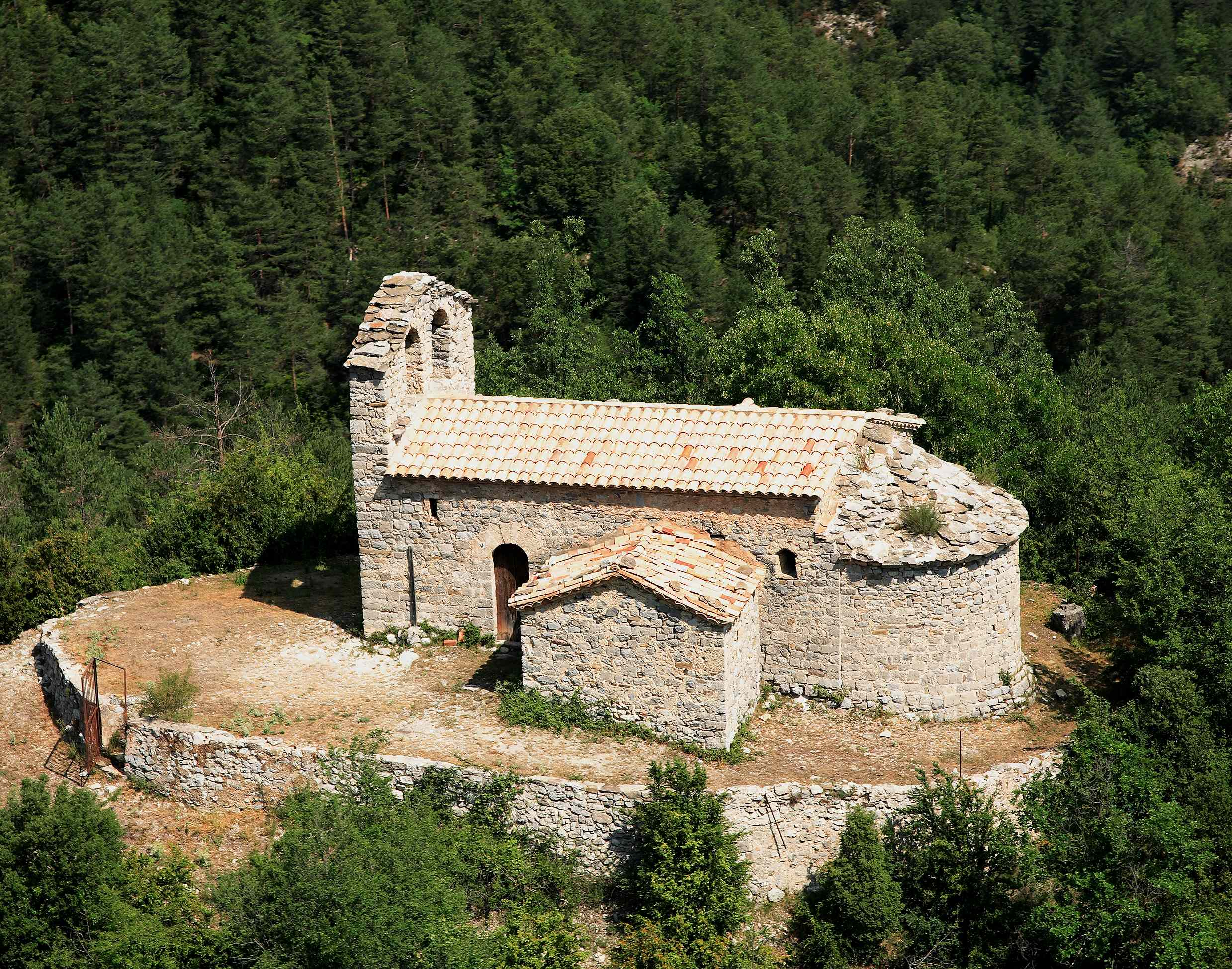
Martinskirche
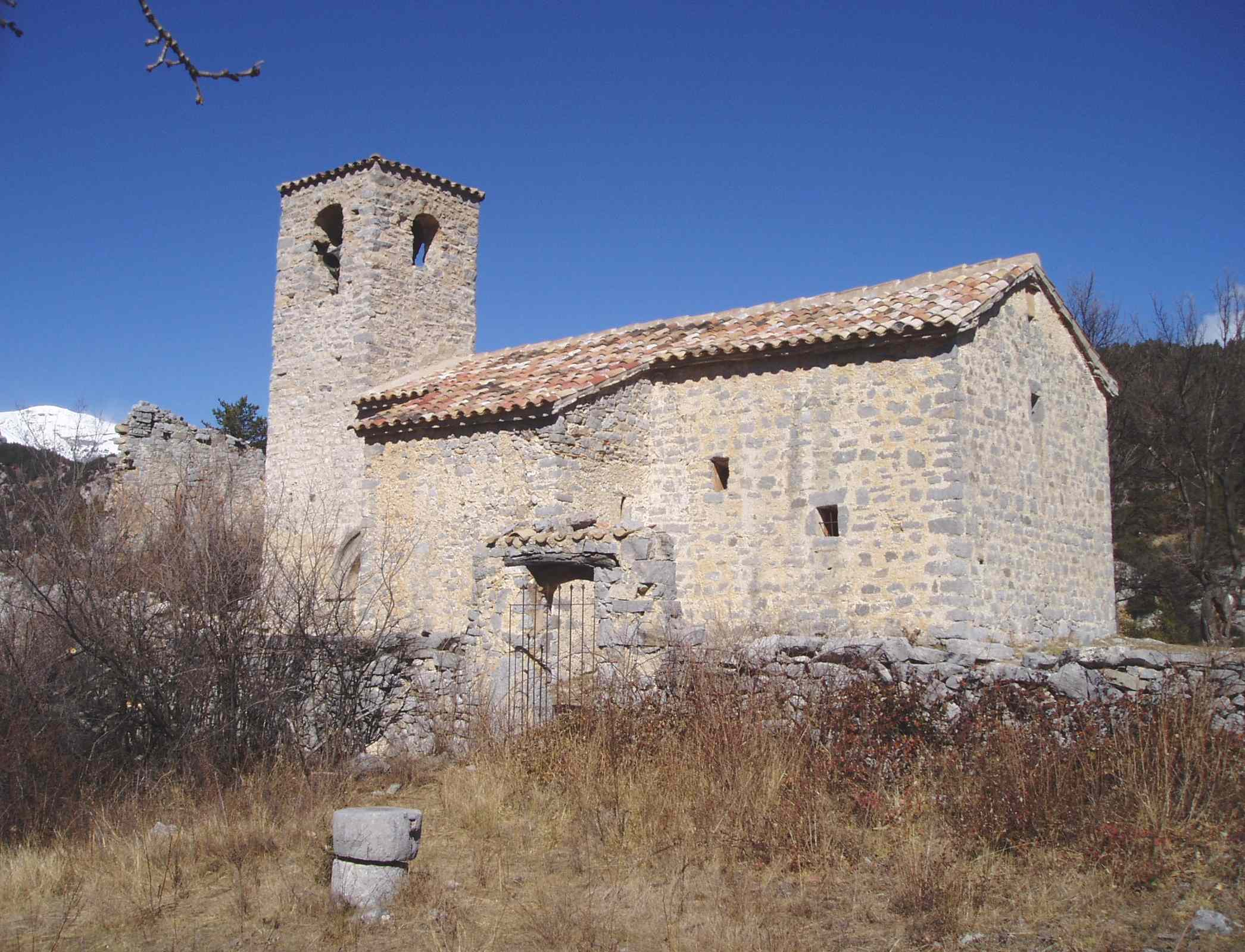
Michaeliskirche
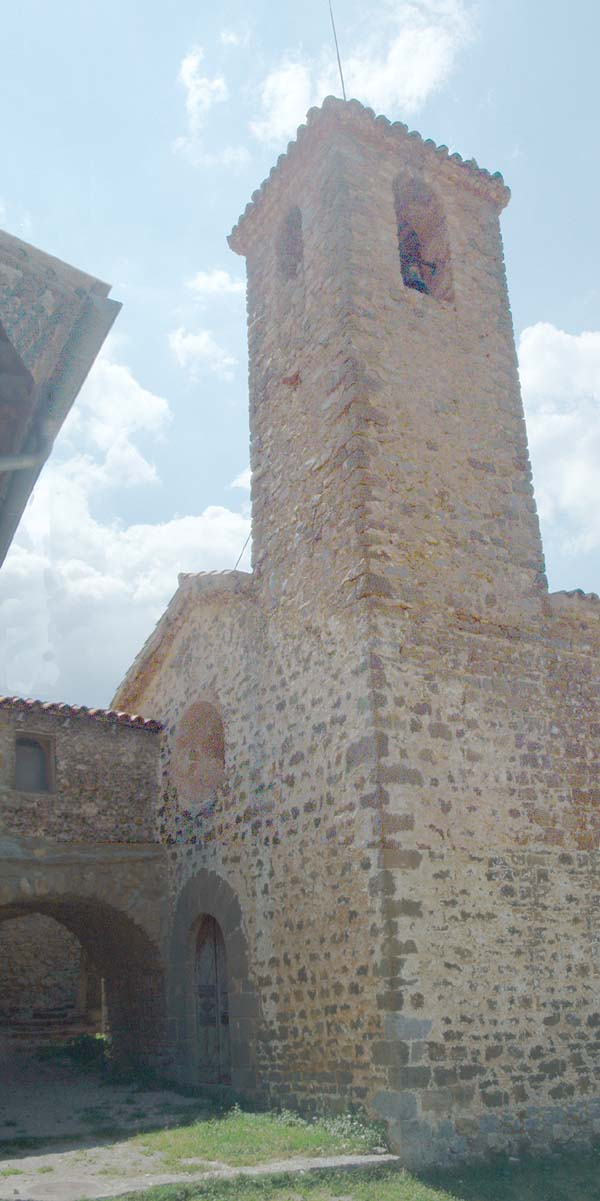
Marienkirche
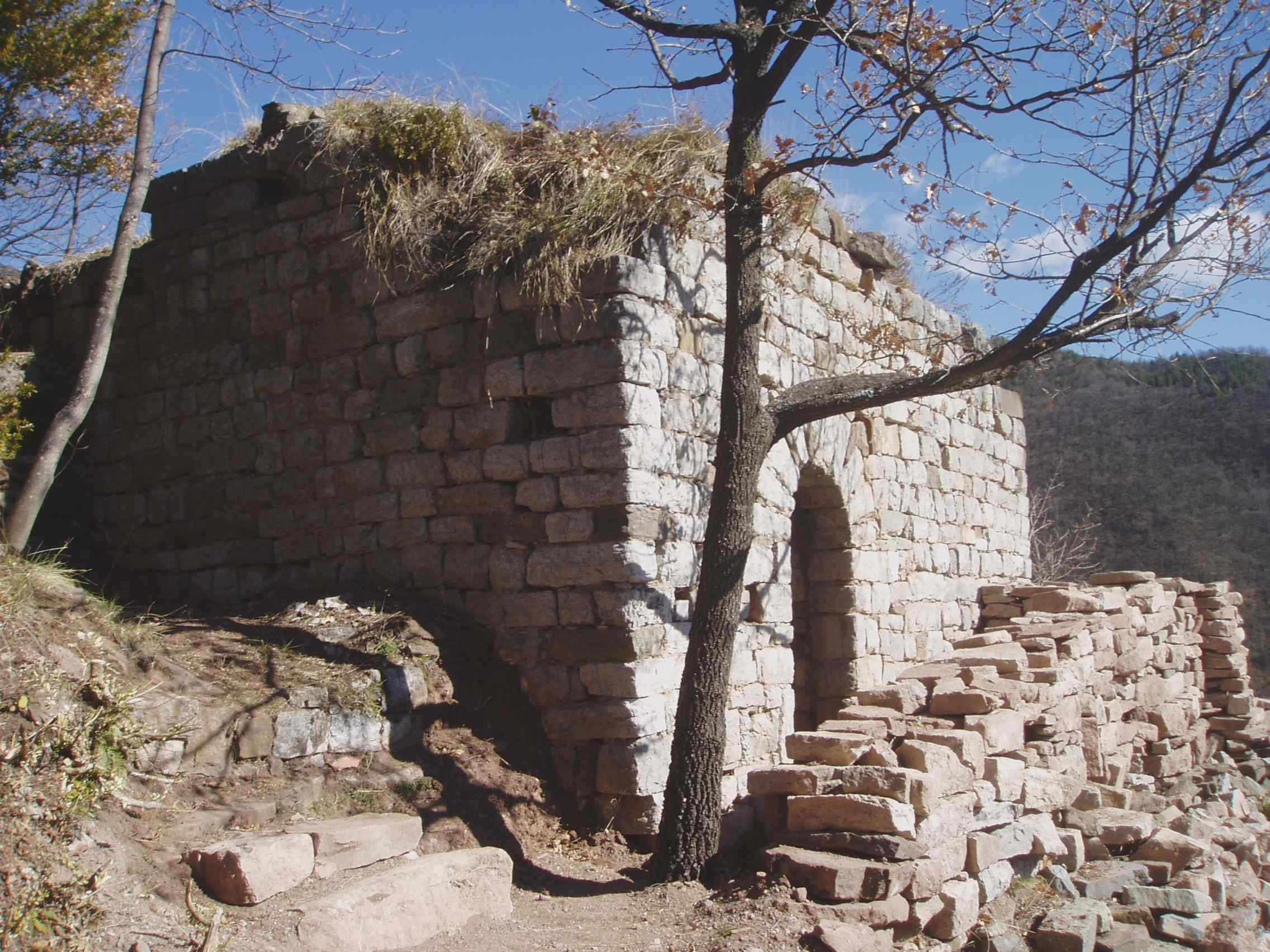
Romanuskapelle
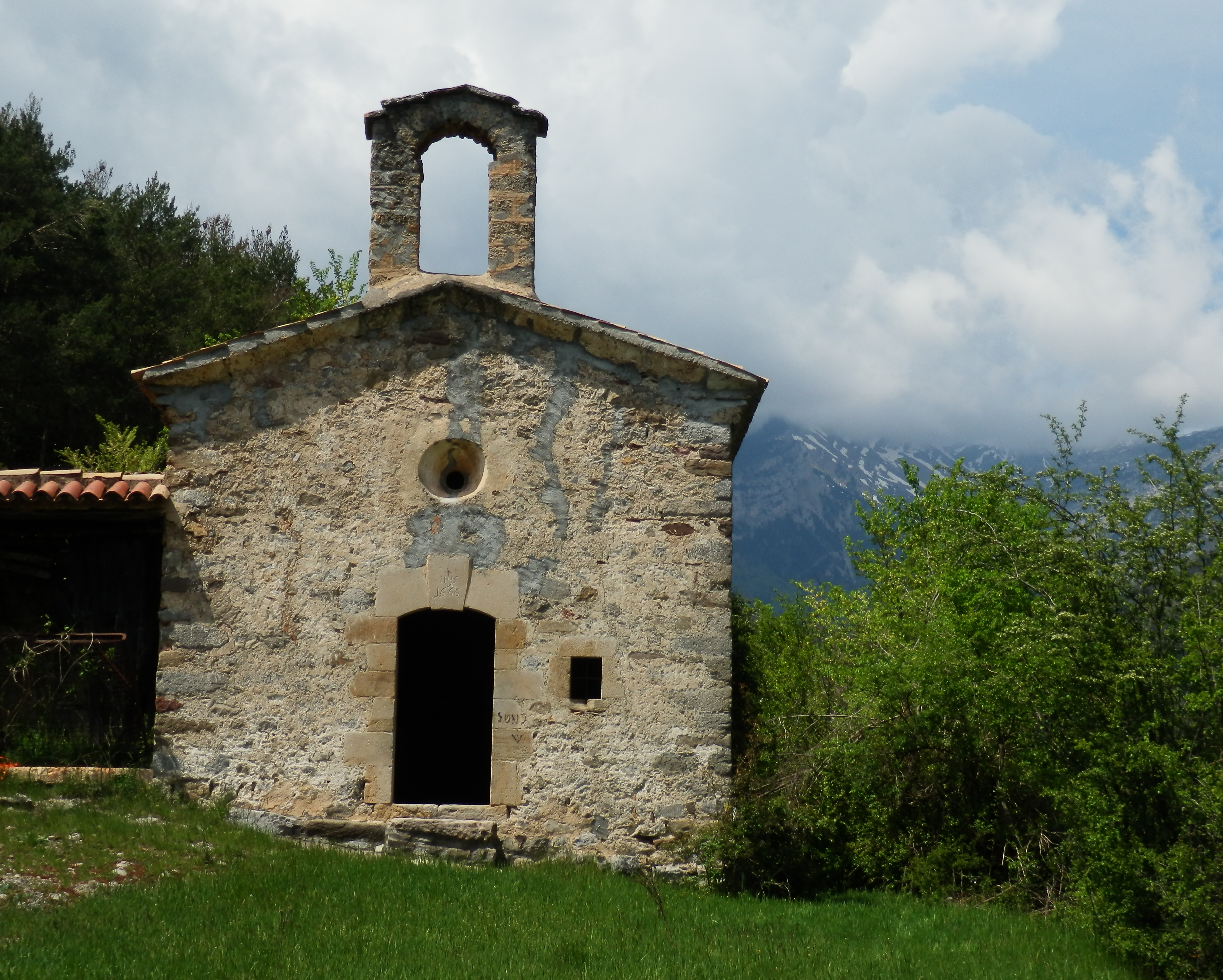
Magdalenenkapelle